# Anomalisa
Anomalisa é um filme de animação americano de 2015 do gênero drama romântico, dirigido por Charlie Kaufman e Duke Johnson. A obra, que tematiza a síndrome de Fregoli, foi apresentada originalmente em 4 de setembro de 2015 no Festival de Veneza, com as vozes dos personagens dadas por David Thewlis, Jennifer Jason Leigh e Tom Noonan.O filme foi feito em stop-motion com bonecos de silicone.

## Elenco
- David Thewlis como Michael Stone
- Jennifer Jason Leigh como Lisa "Anomalisa" Hesselman
- Tom Noonan como todos os outros personagens
- Wendell Bezerra na versão brasileira